# 全載善
全载善（朝鲜语：／ Jon Jae-son，1928年1月12日—？），咸镜南道北青郡新浦面出生，朝鲜民主主义人民共和国军人、政治人物。1997年4月授朝鲜民主主义人民共和国次帅。

## 履历
- 金日成综合大学毕业。
- 1980年10月，当选为党中央委员会候补委员。[2]
- 1981年8月任朝鲜人民军总参谋部副总参谋长（少将）。
- 1985年任第5军军长，晋升为中将军衔。
- 1986年2月劳动党6届11中全会当选为中央候补委员。
- 1988年9月升任晋升为朝鲜人民军上将。
- 1991年10月再次任命为朝鲜人民军总参谋部副总参谋长
- 1992年4月晋升为朝鲜人民军大将，
- 1994年2月任第1军军长。
- 1997年4月晋升朝鲜人民军次帅
- 1998年7月当选朝鲜最高人民会议代议员。
- 2010年9月未再当选中央候补委员，此前即已不再担任第1军军长职务。可能已退休。
- 2012年12月13日安葬于爱国烈士陵。[2]

## 主要活动
- 1984年4月率军事代表团访问罗马尼亚、波兰和匈牙利
- 1986年11月当选最高人民会议代议员
- 1992年11月率团访问中国
- 1994年4月荣获金日成勋章
- 1996年10月荣获朝鲜民主主义人民共和国英雄称号。
- 1997年4月出席阅兵式
- 1998年9月当选最高人民会议代议员
- 1998年9月出席金日成军事综合大学的金日成雕像揭幕
- 2000年10月出席劳动党55周年阅兵式
- 2003年9月出席建国55周年游行庆祝
- 2009年3月当选第12届最高人民会议代议员